# Dieter Korn
Dieter Korn (* 1958 in Sundern) ist ein deutscher Geologe und Paläontologe.
Er studierte von 1990 bis 1994 an der Universität Tübingen und promovierte dort 1996. Seine Dissertation trug den Titel The Palaeozoic ammonoids of the South Portuguese Zone, their stratigraphy and pelaeogeographical position. Seit 2002 arbeitet er als Kustos für paläozoische Wirbellose (Cephalopoden) am Museum für Naturkunde in Berlin.
Korn stammt aus dem Sauerland, wo er bereits in jungen Jahren umfangreiche Aufsammlungen paläozoischer Ammonoideen zusammentrug. Seine Forschungsschwerpunkte liegen auf dem Gebiet der Stratigraphie paläozoischer Sedimente, der Faunenvergesellschaftungen paläozoischer Wirbelloser, der Phylogenie und Evolution von Ammonoideen, sowie der Analyse von Faunenschnitten und Aussterbeereignissen des ausgehenden Paläozoikums (Frasne-Famenne-Grenze, Devon-Karbon, Perm-Trias). Korn hat weit über 100 wissenschaftliche Veröffentlichungen verfasst (darunter 5 Bücher) und ist in zahlreichen Ländern tätig (Nordafrika, USA, Iran).

## Schriften
- Villier, L. & Korn, D. 2004. Morphological disparity of ammonoids and the mark of Permian mass extinctions. Science 306 (5694): 264–266.
- Korn, D. 2003. Typostrophism in Palaeozoic ammonoids? Paläontologische Zeitschrift 77: 445–470.
- Korn, D. & Klug, C. 2003. Morphological pathways in the evolution of Early and Middle Devonian ammonoids. Paleobiology 29: 329-34.
- Korn, D. 2000. Morphospace occupation of ammonoids over the Devonian/Carboniferous boundary. Paläontologische Zeitschrift 74: 247–257.